# Hylaeus medialis
Hylaeus medialis är en biart som beskrevs av Morawitz 1890. Hylaeus medialis ingår i släktet citronbin, och familjen korttungebin. Inga underarter finns listade i Catalogue of Life.